# Грирс Фери (Арканзас)
Грирс Фери (енгл. Greers Ferry) град је у америчкој савезној држави Арканзас.

## Демографија
По попису из 2010. године број становника је 891, што је 39 (-4,2%) становника мање него 2000. године.
| Група             | 2000.       | 2010.       |
| Белци             | 899 (96,7%) | 861 (96,6%) |
| Афроамериканци    | 1 (0,1%)    | 0 (0,0%)    |
| Азијати           | 2 (0,2%)    | 2 (0,2%)    |
| Хиспаноамериканци | 11 (1,2%)   | 23 (2,6%)   |
| Укупно            | 930         | 891         |